# Le amiche (romanzo)
Le amiche è un racconto lungo di Carlo Cassola scritto nel 1947 e pubblicato sulla rivista «Botteghe Oscure» nel 1949 che segna la ripresa, insieme a Rosa Gagliardi e a Baba, di Cassola narratore.

## Trama
Anna attende l'arrivo da Pomarance della cugina Anita che ha appena preso il diploma magistrale e che va a trovarla a San Dalmazio dove si fermerà una quindicina di giorni.
Anna è una ragazza felice che crede di poter dominare la propria vita sentimentale. Scontrosa e ostinata si lascia andare alle sensazioni semplici ma eccitanti dei suoi incontri con la natura. 
In compagnia della cugina Anita e della bimba Franca le piace fare lunghe passeggiate ripetendo gli stessi itinerari e ricercando gli stessi luoghi. La vicenda continua con Anna che sta per sposarsi, Franca ormai quattordicenne e Anita che, rimasta incinta, viene lasciata dal fidanzato. 
Un racconto quindi dalla trama quasi inesistente ma che deve in suo senso poetico nella "piccola schermaglia dei sentimenti, i bronci, i minimi segreti giovanili, qualche moto di fastidio fisico, e naturalmente la chiacchiera domestica e quotidiana che consuma i giorni, e rapidamente i mesi e gli anni in cui in un baleno si passa dalla condizione di felicità piena e immutabile al ricordo e al rimpianto di quella condizione. E non perché Anna, ormai sposata e con un figlio, sia particolarmente infelice, al contrario; la sua infelicità è quella di cui ci aveva detto Cassola nel racconto Il mio quartiere: il colmo della felicità è l'iniziale conquista della coscienza dell'esistere; da quel momento la vita si circoscrive e si limita, perdendo ad ogni passo un lembo di quella entusiasmante gioia primitiva".

## La critica
- «C'è un rapido trapasso, un salto un po' brusco fra i due momenti della vita di Anna, quello dell'adolescenza e quello della maternità. Le vicende intermedie - il fidanzamento, il matrimonio, la nascita del primo figlio - sono accantonate perché semplici fatti, privi perciò d'importanza rispetto al rilievo preminente mantenuto in tutto il racconto della gelosa intimità di alcuni sentimenti, dalla loro resistenza e sopravvivenza, come unici valori della vita, di là dagli avvenimenti, appunto. Questo spiega anche il riferire asciutto e crudo, di passaggio, fatti di una certa gravità, come la disavventura di Anita («Ma Anita non passò avanti ad Anna. Rimase incinta, e fu lasciata»[3]) Il relegare, con quasi premeditata noncuranza, in un'annotazione sbrigativa, spesso alla fine di un capitolo, un fatto che viceversa ha un'importanza non trascurabile nella biografia del personaggio, costituisce poco meno di un contrassegno stilistico del racconto cassoliano».[4]

## Edizioni
- Carlo Cassola, Le amiche, Botteghe Oscure, 1949.